# Guilherme Rodrigues
Guilherme Rodrigues (26 agosto 1918 – ...) è stato un cestista brasiliano.

## Carriera
Con il Brasile ha disputato i Giochi olimpici di Londra 1948.